# 環境與資源評論年刊
《環境與資源評論年刊》（Annual Review of Environment and Resources）是一份1976年起發行的學術期刊。該期刊每年僅出版一次，內容涵蓋環境工程、生態學、保護科學、水資源、能源、大氣、海洋、氣候變化、農業和全球變化等。目前，期刊的主編勞倫斯伯克利國家實驗室的Ashok Gadgil和亞利桑那大學的Diana M. Liverman。據2012年的期刊引證報告指，《環境與資源評論年刊》的影響因子為4.968。

## 資料來源
1. ↑  . . Web of Science Science. Thomson Reuters. 2013.

## 外部連結
- 官方网站